# Чайка (тралер)
«Чайка» — тральщик російського та українського флотів. Протягом 1917—1918 рр. входив до складу ВМС УНР та ВМС Української держави.

## Технічна характеристика
- Головні розміри:
  - Тоннаж: 24 тонни
  - Довжина: 15,5 м.
  - Ширина: 3,7 м.
  - Осадка: 1,22 м.
- Технічні данні:
  - Силова установка: 1 бензиновий двигун.
  - Кількість гвинтів: 1 гвинт.
  - Потужність силової установки: 100 к.с.
  - Швидкість: 9,5 вузлів
  - Екіпаж: ?
- Озброєння:
  - Артилерія: 1×37 мм, трали.

## Служба
Колишній портовий корабель-буксир. Закладений 1910 року, наступного року увійшов до складу флоту. Під час Першої світової війни брав участь у бойових траленнях. 29 квітня 1918 р. підняв український прапор, але 3 травня був захоплений німецькими військами. За часів Гетьманату належав до українського флоту, однак в листопаді 1918 р. був захоплений англійцями. З квітня 1919 р. в складі білогвардійського флоту, в кінці 1920 р. затоплений білогвардійцями в Новоросійську. В грудні 1920 р. зарахований в склад морських сил Чорного Моря. З 15 січня 1922 р. був в оренді в артілі «Чорноморський каботаж» як торговельний пароплав. 21 лютого 1925 року зданий на брухт.